# Konanauszczyna
Konanauszczyna (biał. Конанаўшчына; ros. Кононовщина, Kononowszczina) – wieś na Białorusi, w obwodzie homelskim, w rejonie brahińskim, w sielsowiecie Burki. W 2009 roku liczyła 171 mieszkańców.
1 grudnia 2009 roku miejscowość została ona przeniesiona z likwidowanego sielsowietu Mikuliczy do sielsowietu Burki.